# Gheorghițeni
Gheorghițeni – wieś w Rumunii, w okręgu Suczawa, w gminie Dorna–Arini. W 2011 roku liczyła 286 mieszkańców.